# Медресе Мухаммеда Али Хаджи
Медресе Ходжи Мухаммеда Али (узб. Muhammad Ali hoji madrasasi) — утраченное здание медресе в Бухаре (Узбекистан), воздвигнутое в 1707 году, в эпоху правления узбекского правителя Убайдуллахана династии Аштарханидов (Джанидов).

## История
Медресе Мухаммеда Али ходжи было построено в 1707—1708 годах в гузаре «медресе Кош», во время правления Убайдуллахана Аштарханидов, правителя Бухарского ханства, Мухаммедом Али ходжи, одним из эмиров бухарского хана Субханкули-хана. Мухаммед Али ходжа преподавал в медресе в качестве старшего мударриса (учителя) третьей степени. Мухаммед Али ходжа считался одним из эмиров бухарского хана Субханкули-хана.
По словам узбекского историка Абдурауфа Фитрата, ежегодная сумма вакфа, отдаваемого медресе, составляла 150 000 таньга. Информация о деятельности медресе и ряда учредительных документов, была получена в результате научных трудов, известного узбекского востоковеда и источниковеда Абдусаттора Джуманазарова. Медресе Ходжи Мухаммеда Али было одним из самых известных медресе Бухары. Годовая зарплата мударрисов, работавших в этом медресе, составляла 85-90 золотых монет (тиллы). Сохранилось более пяти вакфных (учредительных) документов, связанных с деятельностью медресе. В указе эмира Бухары Амира Музаффархана, изданном в августе 1875 года, говорится, что некоторую часть занятий в медресе Мухаммад Алихана проводил кази Аскар домулла Ходжакалон.

## Архитектура
Медресе ходжи Мухаммеда Али состояло из 19 комнат. По данным Садри Зийо (настоящее имя Мирза Мухаммал Шариф Садр ибн Абдишукур) комнат в медресе было 17. В каждой комнате проживали два студента. Медресе построено в стиле среднеазиатской архитектуры и выполнено из обожженного кирпича, дерева, камня и ганча.